# 海洋石油981
海洋石油981是中华人民共和国首个深水油气田钻井平台，被称為深水半潜式钻井平台，由中船集团为中国海洋石油总公司设计与建造，是中国首座深水钻井平台，造价约60亿人民币。2012年5月9日，海洋石油981开始在南海执行石油与天然气的勘探开发。
中海油對外宣傳技術上的“6个世界首次”和戰略意義上的“10个國內首次”，表明中国企业也能独立进行深海油气的开发。
中國第二個深海鑽井平臺——海洋石油982，於2018年3月14日在大连正式交付，长104.5米，最大作业水深1500米，最大钻井深度9144米。配备DP3动力定位系统，最大可抗16级台风。另有海洋石油943、海洋石油944兩座鑽井平臺於2015年9月和10月交付。

## 背景

### 建造背景
1970年，中华人民共和国建造了南海2号平台，不过只能在300米水深内进行勘探。1982年，中国海洋石油总公司成立，专注于海上石油与天然气的开采，但是在南海的勘探和开采一直无进展。至2003年，世界上已经出现3,000米水深的勘探技术，而中国则不超过500米。进入21世纪后，在世界上发现的巨型油气田中，深水油气田已占60%以上。其中在南海盆地中，石油资源约有230亿至300亿吨，天然气资源量约16万亿立方米，超过中国全部油气资源的3成，但是其中70%位于深海区域。而与落后的勘探与开采能力形成对照的是，2000年至2011年，中国石油消费从2.2亿吨增长至4.7亿吨，2011年中国石油的55%依靠进口。
从2006年起，中国海洋石油总公司开始投资约100亿人民币，建造其首支深水石油与天然气开发的团队，包括了981钻井平台、海洋石油201深水铺管起重船、海洋石油720十二缆深水物探船、海洋石油708深水地质勘察船等。

### 建造历史
海洋石油981的名称中，“9”代表钻井船，“8”代表深水，“1”则表示中国首个深水油气田钻井平台，其设计与建造的关键技术的研究从2006年开始，并被列入863计划和中国国家重大科技专项，由中船集团第708研究所承担详细设计，中船集团上海外高桥造船有限公司承担设计、采购、建造和完工调试。2009年7月，海洋石油981的水平横撑搭载完成，至11月，其主船体贯通，随后于2010年2月26日下水。在2011年5月26日，海洋石油981离开长江口，驶上东海。

### 南海主权争议
中华人民共和国自1970年代起与一些东南亚国家在南中国海產生领海争议。到1990年代末期，南沙群岛海域已有钻井1000多口，并发现了180个油气田，其中100多个油气田位于中华人民共和国政府主张的南海海域疆界「九段线」内。截至2012年，越南、菲律宾、马来西亚、文莱、印度尼西亚已经与埃克森美孚、壳牌等200多家石油公司合作，在南海钻探了约1380口钻井，年石油产量达5000万吨，而中华人民共和国一直进行外交抗议，指責這是盗采行为，但由于未掌握深海钻井技术，未能进行大规模的开采。2014年，海洋石油981到越南聲稱的專屬經濟區（該處距離越南李山島180海里，中华人民共和国聲稱屬於中华人民共和国）鑽油，引起越南國內大规模的反華暴動。
海洋石油981投入使用有其经济意义，但是中华人民共和国媒体也广泛从其政治意义进行报道，如将其形容为海洋工程的“航空母舰”、“流动的国土”等。中华人民共和国和东南亚一些国家长期在南海南沙群岛存在主权争议，但是海洋石油981钻探地属于西沙群岛。。由于中华人民共和国与菲律宾自2012年4月起针对黄岩岛的主权发生了对峙事件，海洋石油981的投入受到了媒体的关注。而时任国务院副总理李克强在平台开始钻探当天发出了贺电，启动钻探的仪式也有大量政府官员参加，显示了海洋石油981对于中国的重要意义。
平台在2011年5月离开上海后，前往广东，通过了广东海事局和湛江海事局联合进行的检查，后驶向北纬19度51分31秒，东经115度16分36秒的南海荔枝湾6-1区域，距离香港东南约320公里，开始进行石油的钻探，钻头深入1496米深的水下进入地层。钻井位于珠江口盆地白云凹陷东斜坡东沙的构造带上，预测有超过300亿立方米的天然气。
7月16日，中华人民共和国外交部召开例行新闻发布会，在回答“海洋石油981”钻井平台项目完成作业的相关问题时，中华人民共和国外交部发言人洪磊回答说，根据中华人民共和国有关企业提供的消息，中华人民共和国“海洋石油981”钻井平台在西沙群岛中建岛附近海域的钻探作业于5月2日开始，并于7月15日按期顺利完成。有关企业将在分析和评估所取得的地质资料基础上，研究制定下步工作方案。“海洋石油981”平台转场是有关企业海上作业计划安排，与任何外部因素无关。

## 参数与特点

### 技术参数
海洋石油981长114米，宽90米，高112米，重量超过3万吨，整个平台共有五层，有两层位于甲板下。平台采用8台各5530千瓦的柴油发电机作为动力来源，拥有8台各重55吨的推进器，每台功率4600千瓦，最大航速为8节。
平台可在不超过3000米水深的海域进行钻探工作，钻井深度最多12000米，可变载荷9000吨。

### 技术特点
平台的设计能能抵御200年一遇的台风，并且考虑了南海特定的水文条件，能抵御大浪和内波流。在钻头在工作时，需要使平台精确固定位置，海洋石油981同时采用2种定位技术。在1500米水深以内，采用单独控制的12个的锚来定位，锚链强度达到R5级。在大于1500米海域则使用DPS3定位，即由8台可360度回转的推进器来不断调整船体位置，可使得船体的偏移维持在1米内。此外，在船体的关键部位安装了传感器监测系统，用以研究半潜式平台的运动性能、关键结构应力分布、锚泊张力范围等，其本质安全型的水下防喷器（BOP）在紧急情况下可自动关闭井口，能防止类似墨西哥湾漏油事故的发生。